# Renato Schifani
Renato Maria Giuseppe Schifani (Palermo, 11 de maio de 1950) é um advogado e político italiano, filiado ao partido Povo da Liberdade. Foi presidente do Senado da República de 2008 a 2013, tendo sua imagem ligada ao ex-primeiro-ministro Silvio Berlusconi.

## Curiosidades
Em 29 de abril de 2008, ao tomar posse como Presidente do Senado, Schifani afirmou ter duas paixões: o U.S.C. Palermo e o Popolo delle Libertà (Povo da Liberdade), seu partido político.